# Баратки, Юлиу
Юлиу Баратки (рум. Iuliu Baratky; 14 мая 1910, Орадя — 14 апреля 1962, Бухарест) — венгерский и румынский футболист, нападающий. Выступал за сборные Румынии и Венгрии, участвовал в Чемпионатах мира по футболу 1934 и 1938.

## Клубная карьера
Начал карьеру в молодежном клубе «Стэруинца», из города Орадя. Там же был зачислен во взрослую команду, но через год перешел в ФК «Орадя» из того же города.

Спустя 2 года переехал в МТК из Будапешта, в котором провел 52 матча за 3 года.

В 1933 вернулся в родной город, выступал за «Кришана», в составе которого забил 30 голов за 51 официальный матч. В 1936 переехал в столичный Рапид из Бухареста. В его составе он провел 86 матчей, в которых забил 61 мяч.

За следующие 4 года он сменил 4 клуба, но так и не смог заиграть ни в одном из них. Завершил карьеру игрока в 1948 году.

## Международная карьера
Дебютировал за сборную Венгрии 28 сентября 1930 года в товарищеском матче против сборной Германии.
Завершил выступления за сборную Венгрии 2 июля 1933 года в товарищеском матче против сборной Швеции. Всего провел за сборную Венгрии 9 матчей, в которых забил 0 мячей.

После завершения карьеры за Венгрию начал выступать за Румынию.Всего провел за сборную Венгрии 9 матчей, в которых забил 0 голов.

Дебютировал за сборную Румынии 29 октября 1933 года в матче против Швейцарии. В составе Румынии участвовал в чемпионатах мира 1934 и 1938 годов.

Закончил выступления за сборную Румынии 14 июля 1940 года в товарищеском матче против сборной Германии. Всего провел за сборную Румынии 20 матчей, в которых забил 13 голов.

## Тренерская карьера
Начал карьеру играющего тренера в футбольном клубе «Рапид» (Бухарест), который тренировал в течение 4 лет с 1941 по 1945 год.

В 1946 стал играющим тренером в футбольном клубе «Орадя», в котором был тренером в течение 2 лет. В 1947 стал играющим тренером клуба «РАТА» из Тыргу-Муреша, который тренировал в период с 1947 по 1949 год.

В течение 1948 тренировал национальную сборную Румынии по футболу.

В 1952 начал тренировать футбольный клуб «Динамо» из Бухареста, который тренировал до 1953 года.

В 1948 вновь тренировал футбольный клуб «Орадя». В течение 3 лет до 1957 не был тренером ни одного клуба.

В период с 1957 до 1962 года вновь тренировал футбольный клуб «Динамо» из Бухареста.

## Награды

### Рапид
Кубок Румынии
- Чемпион (6): 1936–37, 1937–38, 1938–39, 1939–40, 1940–41, 1941–42

### МТК
Кубок Венгрии
- Чемпион: 1931–32